# Wizard-of-Oz-Experiment

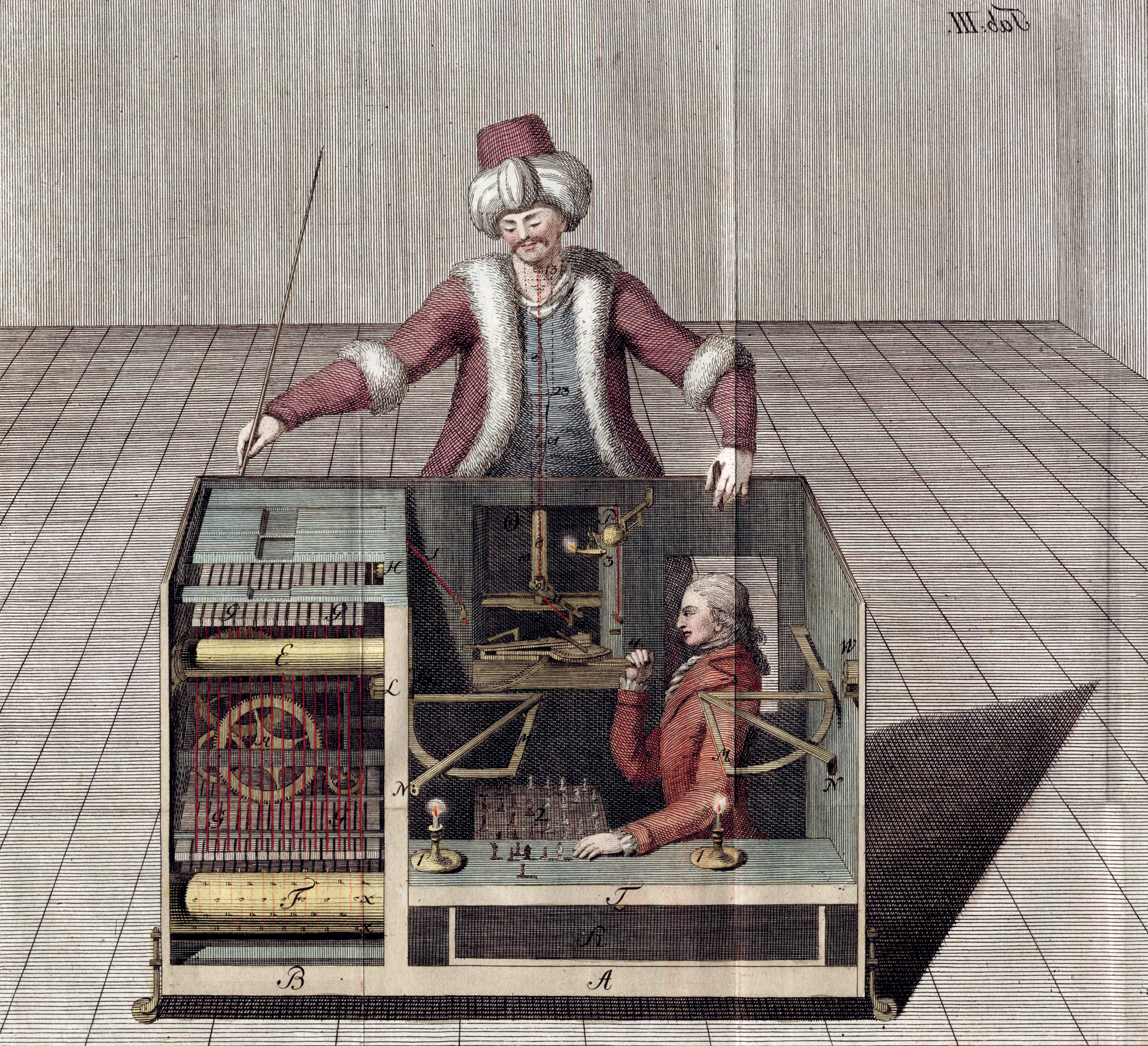
Der Schachtürke, Kupferstich von Racknitz (1789)

Als Wizard-of-Oz-Experiment wird in der Mensch-Computer-Interaktion ein Experiment bezeichnet, bei dem ein Mensch (Proband) annimmt, mit einem autonomen (im Sinne der künstlichen Intelligenz) System zu kommunizieren. Tatsächlich liegt nur ein Prototyp eines interaktiven Systems vor, das technisch noch nicht funktionsfähig ist. Die Funktionalität des Systems wird ohne Wissen des Probanden realistisch durch einen Menschen, den sogenannten „Wizard“, simuliert. Anhand des Vortäuschens einer Aktion-Reaktion-Verknüpfung durch verdeckte Ausführung der Systemreaktion durch den „Wizard“ glaubt der Proband, mit einem funktionstüchtigen System zu interagieren. Forscher nutzen die Methode vor allem für verbale (72,2 %) und non-verbale (48,1 %) Kommunikation.
Das wohl berühmteste Beispiel der Methode ist der Schachtürke, der 1769 von Wolfgang von Kempelen erfunden und gebaut wurde. Im Inneren des Gerätes mit einem scheinbar autonomen Schachroboter befand sich ein menschlicher Schachspieler, der für die Probanden nicht sichtbar war und den „Schachtürken“ lenkte.

## Vorteile
Wizard-of-Oz-Experimente werden durchgeführt, um mögliche Reaktionen von potenziellen Benutzern eines Systems zu sammeln, das gerade erst entwickelt wird. Dabei kann es sich beispielsweise um ein Dialogsystem handeln, das in einer Domäne eingesetzt werden soll, für die es noch keine Erfahrungsdaten gibt. Mittels der Wizard-of-Oz-Methode kann herausgefunden werden, wie Nutzer mit dieser neuen Interaktionstechnologie umgehen. Mit den gesammelten Daten lässt sich die User Experience verbessern, im Genaueren das Interaktionsdesign. Ziel hierbei ist es, ein intuitiv nutzbares Produkt zu entwickeln.
Weitere Vorteile der Methode sind die Möglichkeit der Vermarktung des Systems im frühen Entwicklungsstadium und der Gewinn von späteren Kunden sowie Investoren.

## Namensgebung
Der Name der Wizard-of-Oz-Methode basiert auf dem Kinderbuch Der Zauberer von Oz des US-amerikanischen Schriftstellers Lyman Frank Baum aus 1900. In diesem erschafft ein Jahrmarktschreier mit Hilfe einer Maschine die mächtige Illusion des Zauberers von Oz.